# Bernd Barleben

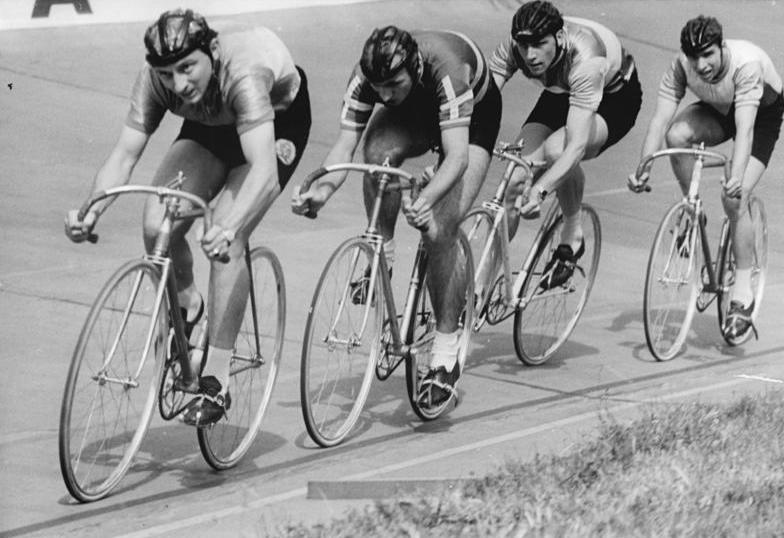
DDR-Meister 1961 in der Mannschaftsverfolgung: Bernd Barleben (auf Position drei), davor (v. l. n. r.): Manfred Klieme und Siegfried Köhler, Wolfgang Schmelzer (hinter Barleben)

Bernd Barleben (* 1. Januar 1940 in Berlin) ist ein ehemaliger Radrennfahrer aus der DDR. 1960 gewann er eine olympische Silbermedaille in der Mannschaftsverfolgung.

## Sportkarriere
Bernd Barleben vom SC Einheit Berlin verdrängte 1960 Rolf Nitzsche aus dem DDR-Vierer und qualifizierte sich zusammen mit Peter Gröning, Manfred Klieme und Siegfried Köhler im innerdeutschen Duell für die gesamtdeutsche Mannschaft. Bei den Olympischen Sommerspielen 1960 in Rom erreichten die vier Berliner das Finale in der Mannschaftsverfolgung und unterlagen erst dort dem italienischen Vierer.
1961 und 1962 siegten Barleben, Klieme, Köhler und Wolfgang Schmelzer gemeinsam bei den DDR-Meisterschaften in der Mannschaftsverfolgung. Köhler und Schmelzer siegten außerdem 1961 im Zweier-Mannschaftsfahren vor Barleben und Klieme, 1962 gewannen Barleben und Klieme. 1963 ging der SC Einheit Berlin im TSC Berlin auf. Barleben, Köhler und Schmelzer gewannen 1963 und 1964 zusammen mit Jürgen Kißner den Meistertitel in der Mannschaftsverfolgung.
Auch als Straßenfahrer war Barleben schon 1959 erfolgreich. Er startete 1960 mit der DDR-Nationalmannschaft bei der Tunesien-Rundfahrt (es war seine erste Berufung in die Nationalmannschaft), kam als 8. beim Rad-Klassiker Rund um Berlin ins Ziel und konnte sich bei Berlin–Cottbus–Berlin den Sieg sichern. 1961 gewann er wieder bei Berlin-Lübben-Berlin und Berlin–Bad Freienwalde–Berlin. So wurde er 1962 erneut in die DDR-Nationalmannschaft berufen, wo er bei der Ägypten-Rundfahrt Fünfter des Gesamtklassements werden konnte.

## Berufliches
Nach seiner aktiven Radsportlaufbahn absolvierte Barleben ein Journalistikstudium und arbeitete anschließend für das Deutsche Sportecho. Nachdem er zunächst die BSG Post Berlin als Trainer betreut hatten, wurde er hauptamtlicher Trainer beim TSC Berlin und schließlich Betreuer von Fahrern bei der Friedensfahrt und den Olympischen Spielen 1972 in München. Zu seinem Schützlingen gehörten Thomas Huschke, Michael Milde und Karl-Heinz Oberfranz. Als einer seiner Sportler des Dopings überführt wurde, wurde er vom DRSV entlassen. Anschließend arbeitete er als Taxifahrer, als Gastronom und schließlich für einen Autozulieferer in Brieselang.

## Auszeichnungen (Auswahl)
- 1960: Vaterländischer Verdienstorden in Bronze